# Cartoonito
Cartoonito este o marcă de nume folosită de Warner Bros. Discovery pentru o colecție de blocuri de program și canale de televiziune care se concentrează pe copii preșcolari. Numele combină cuvântul "cartoon" cu sufixul spaniol "ito", care înseamnă mic.
Din septembrie 2023, Cartoonito există ca un canal TV prin Europa (inclusiv Regatul Unit și Irlanda, de unde a originat), Orientul Mijlociu, Africa, America Latină și Asia de Sud-Est; ca un bloc pe Cartoon Network în Regatul Unit, Orientul Mijlociu, Turcia, Statele Unite, Japonia, Filipine, Taiwan, Coreea de Sud, și Asia de Sud; și ca un bloc pe Boomerang În Oceania. 
Cartoonito HD s-a lansat pe 19 februarie 2025 în grila Orange România Comunications și Orange.